# Секст Юлий Майор
Вижте пояснителната страница за други личности с името Секст Юлий.
Секст Юлий Майор (на латински: Sextus Iulius Maior) е политик и сенатор на Римската империя през 2 век. Произлиза от фамилията Юлии.
През 134 г. той е управител на провинция Долна Мизия.